# Gitta Alpár

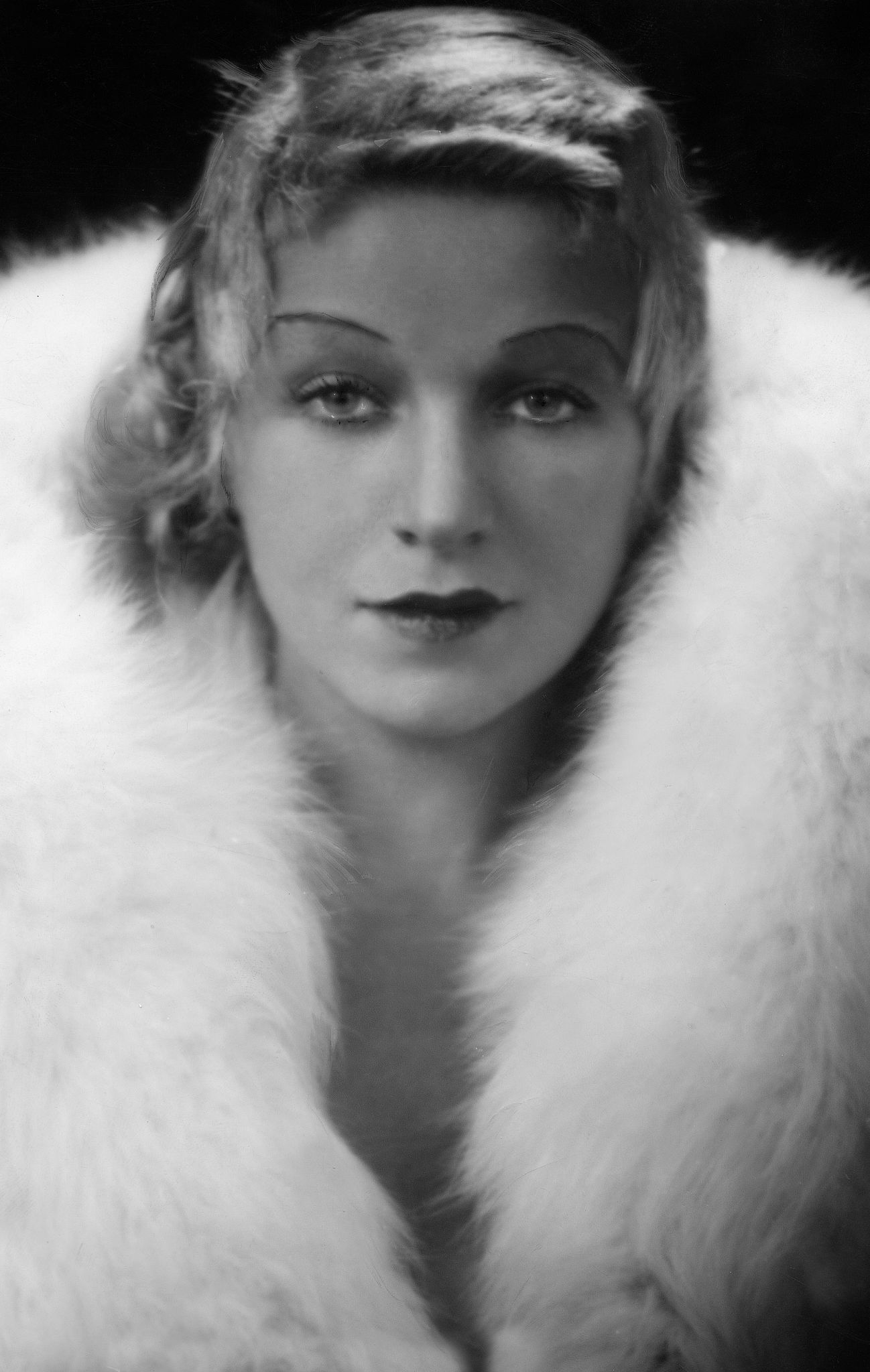
Gitta Alpár (1930er Jahre)

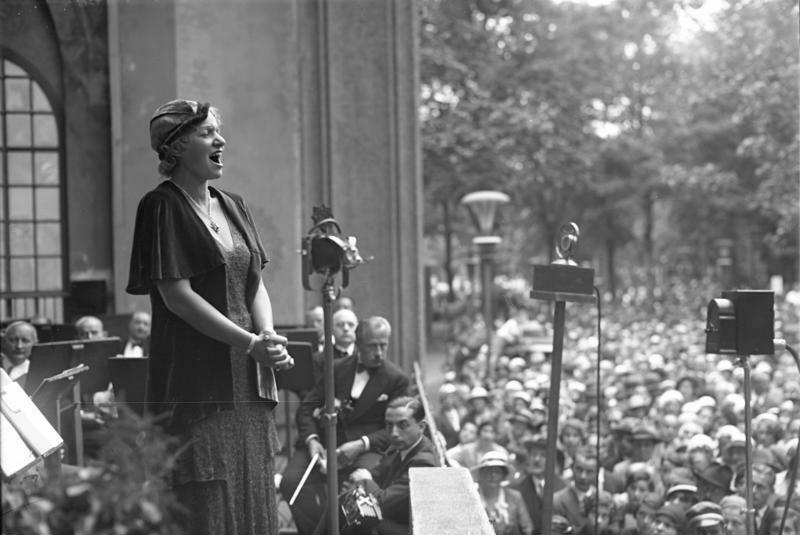
Gitta Alpár auf einer Wohltätigkeits-Matinée im Zoologischen Garten Berlin (1932)

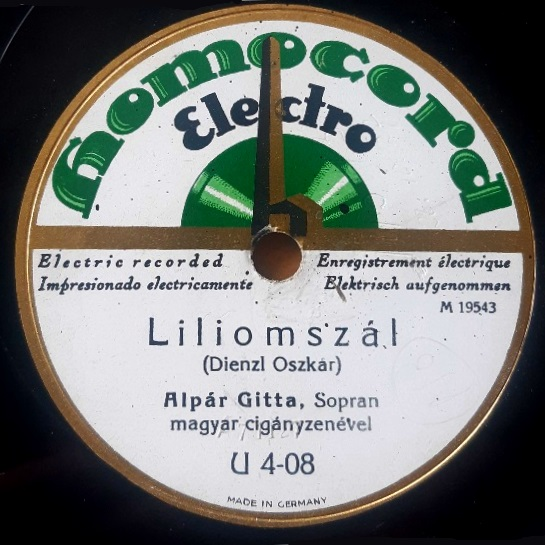
Eine der ersten Schallplatten von Gitta Alpár (Berlin 1927)

Gitta Alpár (anhörenⓘ), geborene Regina Klopfer (* 5. Februar 1903 in Budapest, Österreich-Ungarn; † 17. Februar 1991 in Palm Springs, Kalifornien, USA) war eine ungarisch-US-amerikanische Opernsängerin, Schauspielerin und Tänzerin.

## Leben
Die als Tochter eines jüdischen Kantors geborene Regina Klopfer studierte ab 1916 an der Budapester Musikakademie zunächst Klavier, dann bei Laura Hilgermann Gesang. Sie und ihre Brüder nannten sich ab 1917 „Alpár“. Nach ihrem Bühnendebüt 1923 als klassische Koloratursopranistin an der Budapester Oper wurde Gitta Alpár schnell populär. Von 1925 bis 1930 war sie an der Berliner Staatsoper Unter den Linden engagiert, daneben gab sie Gastspiele in München (1925) und an der Wiener Staatsoper (1927 und 1928). Zu den von ihr am häufigsten gesungenen Partien zählen die Königin der Nacht aus Mozarts Die Zauberflöte, Rosina aus Rossinis Der Barbier von Sevilla, Gilda aus Verdis Rigoletto sowie Violetta aus Verdis La Traviata. Während eines Gastspiels der Berliner Staatsoper in London 1929 sang sie auch die Rolle der Sophie in Strauss’ Der Rosenkavalier. Nach einem triumphalen Erfolg in Millöckers Der Bettelstudent am Berliner Metropol-Theater wechselte sie 1930 – wie viele ihrer Opernkollegen – ins Operettenfach. Sie sang mit Richard Tauber in der Berliner Premierenaufführung von Franz Lehárs Schön ist die Welt, der Komponist Theo Mackeben schrieb ihr die Rolle der Gräfin Dubarry in der von ihm bearbeiteten Neufassung der Operette Karl Millöckers Die Dubarry, auf den Leib. Große Erfolge hatte sie zu Beginn der dreißiger Jahre besonders in den Operetten ihres Landsmannes Paul Abraham, etwa Ball im Savoy. „Die Alpár“ avancierte zur Operettendiva der damaligen Zeit.
Unter der Regie von Carl Froelich stand sie 1932 zum ersten Mal für den Film vor der Kamera. Da sie als Jüdin nach dem nationalsozialistischen Machtantritt 1933 nicht in die Reichskulturkammer aufgenommen wurde, brach ihre Karriere abrupt ab. Für ihren dritten Film ging Gitta Alpár nach Österreich. Aus der am 5. April 1931 geschlossenen zweiten Ehe mit dem Schauspieler Gustav Fröhlich entstammt 1934 Tochter Julika. Mit Rücksicht auf die Karriere des Ehemanns wurde die Ehe 1935 wieder geschieden. Dieser stritt später die politische Situation als Grund für die Trennung ab. In seiner Biografie* stellt Fröhlich den Sachverhalt völlig anders dar. Als Joseph Goebbels, neu ernannter Reichsminister für Volksaufklärung und Propaganda, am 28. März 1933 der versammelten Berliner Theater- und Filmprominenz im großen Saal des Hotels Kaiserhof verkündete, dass Juden unter ihnen nicht mehr erwünscht wären, verließ Fröhlich aus Solidarität zu seiner Frau die Veranstaltung, weil diese nicht zur Begrüßung Goebbels’ zugelassen werden sollte. Noch in derselben Nacht verließ Alpár Deutschland in Richtung ihrer Heimat Budapest, wo sie später mit Fröhlich auf dem Lande nahe der ungarischen Hauptstadt lebte und wo am 8. Juni 1934 die gemeinsame Tochter geboren wurde. Danach nahm Alpár Engagements in Frankreich, Ungarn und Österreich an, während Fröhlich fortwährend in Berlin drehte. In dieser Phase hatte das Ehepaar kurze Affären: Alpár mit ihrem Kollegen Werner Fuetterer, Fröhlich mit seiner Filmpartnerin Jarmila Novotná. Zum endgültigen Bruch kam es, als Fröhlich mit der achtzehnjährigen Tschechin Lída Baarová eine Beziehung einging. Entgegen Alpárs Behauptung, Fröhlich habe die Scheidung eingereicht, was am 17. Januar 1935 in einem Wiener Filmjournal der Öffentlichkeit auch so präsentiert wurde, stellt Fröhlich wörtlich klar: „Hier mag noch festgehalten werden, daß Gitta Alpár die Scheidung verlangte, nicht ich. Sie wurde 1935 in Berlin ausgesprochen. Ich war des Ehebruchs schuldig, das Kind blieb bei der Mutter. (...) Bedenkt man nun, (...) daß Frau Alpár den Namen der Ehebrecherin nannte, dann sieht es wohl kaum so aus, als ob ich die Scheidungsklage eingereicht hätte. Ich konnte mich doch nicht gut selbst des Ehebruchs anklagen, um geschieden zu werden.“ Alpár sah dies anders und widersetzte sich auch nach 1945 jeder Versöhnung.
Ihre Karriere setzte Gitta Alpár zunächst in Großbritannien fort. Als sie während einer Tournee in den Vereinigten Staaten vom Ausbruch des Zweiten Weltkrieges überrascht wurde, kehrte sie nicht nach Europa zurück. Für René Clairs Film The Flame of New Orleans stand sie 1940 in Hollywood neben Marlene Dietrich noch einmal vor der Kamera. An ihre europäische Vorkriegskarriere konnte sie allerdings nicht mehr anknüpfen. Mit ausschlaggebend für das baldige Ende ihrer Schauspielerlaufbahn im US-amerikanischen Exil können das Nachlassen ihrer Stimme, der ungarische Akzent sowie nicht perfekte Englischkenntnisse gewesen sein.
Gitta Alpár war nach 1945 nahezu vergessen. Berichte in westdeutschen Zeitungen und Illustrierten waren rar. Ein kurzer zweispaltiger Bericht erschien 1951 in der Rundfunkzeitschrift Hörzu unter der Überschrift „Wo sie blieben und was sie trieben“. Dort war von einem geplanten Comeback in Europa und einer neuen Show am Broadway die Rede; beides verwirklichte sich nicht.
Für das DDR-Fernsehen entstand 1961 unter der Regie von Wolfgang E. Struck der Film Premiere im Admiralspalast über die Sängerin.
Gitta Alpár war in dritter Ehe mit dem dänischen Tänzer, Immobilienmakler und Kunstsammler Niels Wessel Bagge (1908–1990) verheiratet. 1987 empfing sie in Berlin das Filmband in Gold für langjähriges und hervorragendes Wirken im deutschen Film.
Gitta Alpár starb 1991 und wurde auf dem Westwood Village Memorial Park Cemetery im Los Angeles County zu Grabe getragen.

## Filmografie
- 1932: Gitta entdeckt ihr Herz (Carl Froelich, Deutschland)
- 1932: Die – oder keine (Carl Froelich, Deutschland)
- 1935: Ball im Savoy (Stefan Szekely; österreichisch-ungarische Koproduktion)
- 1935: I Give My Heart (The Dubarry) (Marcel Varnel, Großbritannien)
- 1935: Le disque 413/Disk 413 (Richard Pottier, Frankreich)
- 1936: Guilty Melody (Richard Pottier, Großbritannien)
- 1936: Everything in Life (J. Elder Wills, Großbritannien)
- 1937: Mr. Stringfellow Says No (Randall Faye, Großbritannien)
- 1941: Die Abenteurerin (The Flame of New Orleans) (René Clair, Vereinigte Staaten)

## Theater
- 1925: Giuseppe Verdi, Francesco Maria Piave: Rigoletto (Gilda) – Regie: ? (Staatsoper am Platz der Republik Berlin)
- 1926: Wolfgang Amadeus Mozart, Lorenzo Da Ponte: Figaros Hochzeit (Cherubino) – Regie: Karl Holy (Staatsoper Unter den Linden im Schauspielhaus Berlin)
- 1926: Sergei Prokofjew: Die Liebe zu den drei Orangen (Prinzessin) – Regie: Karl Holy (Staatsoper am Platz der Republik Berlin)
- 1927: Heinrich Marschner, Wilhelm August Wohlbrück: Der Vampyr – Regie: Hans Pfitzner (Staatsoper am Platz der Republik Berlin)
- 1927: Giacomo Puccini, Luigi Illica: La Bohème (Musetta) – Regie: Karl Holy (Staatsoper am Platz der Republik Berlin)
- 1927: Gioachino Rossini, Cesare Sterbini: Der Barbier von Sevilla (Rosina) – Regie: Karl Holy (Staatsoper Unter den Linden)
- 1928: Richard Strauss, Hugo von Hofmannsthal: Die ägyptische Helena (Aithra) – Regie: Karl Holy (Staatsoper Unter den Linden)
- 1928: Giuseppe Verdi, Antonio Somma: Ein Maskenball (Page Oscar) – Regie: Franz Ludwig Hörth (Staatsoper Unter den Linden)
- 1928: Wolfgang Amadeus Mozart, Emanuel Schikaneder: Die Zauberflöte – Regie: ? (Kieler Städtisches Theater)
- 1929: Umberto Giordano: Der König (Rosalina) – Regie: Franz Ludwig Hörth (Staatsoper Unter den Linden)
- 1929: Max von Schillings, Beatrice Dovsky: Mona Lisa (Gineora) – Regie: Karl Holy (Staatsoper Unter den Linden)
- 1929: Richard Strauss, Hugo von Hofmannsthal: Der Rosenkavalier (Sophie) -Regie: ? (Staatsoper Unter den Linden)
- 1929: Adolphe Adam, Adolphe de Leuven, Léon-Lévy Brunswick:  Der Postillon von Lonjumeau (Madelaine) – Regie: Karl Holy (Staatsoper Unter den Linden)
- 1930: Giuseppe Verdi, Francesco Maria Piave: La Traviata (Violetta) – Regie: Franz Ludwig Hörth (Staatsoper Unter den Linden)
- 1930: Gioachino Rossini, Cesare Sterbini: Der Barbier von Sevilla – Regie: Karl Holy (Staatsoper Unter den Linden)
- 1930: Wolfgang Amadeus Mozart: Die Entführung aus dem Serail (Constanze) – Regie: Karl Holy (Staatsoper Unter den Linden)
- 1930: Hans Pfitzner: Palestrina (Engelsstimme) – Regie: Hans Pfitzner (Staatsoper Unter den Linden)
- 1930: Carl Millöcker: Der Bettelstudent (Laura) – Regie: Fritz Friedmann-Frederich (Metropol-Theater Berlin)

## Diskografie (Auswahl)
- Ja so ist sie, die Dubarry
- Ich schenk mein Herz, nur einem Mann
- Was kann so schön sein, wie deine Liebe
- La Bella Tangolita
- Wollt ihr mich nur lieben, aus: Madame Butterfly. 1. Akt. Duett mit Hans Heinz Bollmann. Homocord 4- 9035. Vermutlich 1931